# Springbrook (Dakota del Nord)
Springbrook è una city degli Stati Uniti d'America, situata nella contea di Williams nello Stato del Dakota del Nord.
A volte viene scritto anche come Spring Brook.

## Geografia fisica
Secondo lo United States Census Bureau, ha un'area totale di 0,96 km² (0,37 mi²).

## Società

### Evoluzione demografica
Al censimento del 2000 la città contava 26 abitanti, passati a 27 nel 2010.

### Etnie e minoranze straniere
Secondo il censimento del 2010, la composizione etnica della città era formata dal 100,0% di bianchi.